# Jarogniew, Tỉnh West Pomeranian
Jarogniew [jaˈrɔɡɲef] (tiếng Đức: Karlshof)  là một khu định cư ở khu hành chính của Gmina Gościno, thuộc hạt Kołobrzeg, West Pomeranian Voivodeship, ở phía tây bắc Ba Lan.